# 紫羅蘭永恆花園電影版
《紫羅蘭永恆花園電影版》（日语：劇場版 ヴァイオレット・エヴァーガーデン）是一部2020年的日本動畫電影，導演為石立太一。本片改編自曉佳奈的輕小說作品《紫羅蘭永恆花園》，為該系列第二部動畫電影，也是京都動畫經歷縱火事件重創後首部上映的動畫電影。受到新冠肺炎疫情影響，延至2020年9月18日才於日本上映。

## 劇情
「為心愛之人，送上最後一封信。」
戰爭結束已四年过去，科技的進步為生活帶來了改變，只是薇爾莉特仍然思念著重要之人，堅信著向她說出「我愛你」的基爾伯特少校還活著。雖然少校哥哥迪托夫里特勸薇爾莉特別再掛心基爾伯特的生死，但薇爾莉特卻表示：「只要我还活着，就永远永远不会忘记」
在那之后，薇爾莉特接到了一位病重男孩的代筆委託，而郵政公司在其倉庫中也發現了一封收信地址不明的信件......

## 登場角色
薇爾莉特·伊芙加登（聲：石川由依）
本作女主角，曾被視為「戰爭武器」的前少女兵，為了理解其長官基爾伯特說的「我愛你」是什麼意思而主動要求成為替人代筆書信的「自動手記人偶」，所屬C.H郵政公司。
即便戰爭結束多年，仍舊思念著下落不明的基爾伯特少校。與霍金斯一同前往艾卡路提島，卻被感到愧疚的基爾伯特拒見，在大雨中崩潰痛哭。離開島前，決定寫下給基爾伯特少校的最後一封信，並託孩童轉交。
基爾伯特·布甘比利亞（聲：浪川大輔）
本作男主角，萊登夏弗多里希陸軍少校。在因騰斯要塞攻堅戰後下落不明，被認定死亡，但實際上成功生還，因為沒有軍牌而被送到了修道院的醫院療傷，失去了右眼及右臂。
傷癒後浪跡四方，輾轉來到艾卡路提島，化名「基魯貝爾」擔任學校老師。一開始因為自責帶薇爾莉特上戰場，害得她失去雙手的強烈內疚感而拒絕和薇爾莉特見面。在讀完薇爾莉特給予他的「最後一封信」後回心轉意，與她在海岸邊訴說心意並相擁而泣。
克勞迪亞·霍金斯（聲：子安武人）
前軍人，軍銜為中校，戰爭結束後退役並創設C.H郵政公司，擔任社長；對薇爾莉特視如己出。跟貝內迪特克巡視郵政倉庫時，意外發現基爾伯特替孩童代筆但收件人不明的郵件，除了拜託迪托夫里特幫忙外，也帶著薇爾莉特前往寄出信件的艾卡路提島找尋基爾伯特。
迪托夫里特·布甘比利亞（聲：木內秀信）
基爾伯特的哥哥，萊登夏弗多里希海軍上校。原本對薇爾莉特的態度極為惡劣，在反和平勢力劫持火車事件後漸漸對她改觀；特地到C.H郵政公司將薇爾莉特遺留的緞帶交還本人，並邀請其一起整理基爾伯特的遺物。最後在艾卡路提島上向基爾伯特表示由自己繼承布甘比利亞家，好讓他可以和薇爾莉特毫無牽掛的在一起。
貝內迪特克·布盧（聲：內山昂輝）
C·H郵政公司的郵差之一，穿著充滿個人風格，雖然說話語氣感覺有點粗魯，但個性認真，待人也很溫柔。
嘉德麗雅·波德萊爾（聲：遠藤綾）
與薇爾莉特一樣是C.H郵政公司知名度極高的「自動手記人偶」。擔心薇爾莉特會承受不住對基爾伯特少校的思念而崩潰。
愛麗絲·坎納利（聲：戶松遙）
C·H郵政公司的「自動手記人偶」之一，志在成為世界第一的手記人偶。在薇爾莉特前去艾卡路提島的期間代替她到醫院完成尤里斯的心願。
艾莉卡·布朗（聲：茅原實里）
曾經是C·H郵政公司的「自動手記人偶」，因為薇爾莉特的介紹，現在是著名劇作家奧斯卡·韋伯斯特的助理。
黛西·馬格諾利亞（聲：諸星堇）
安·馬格諾利亞的孫女。在祖母告別式當天，無意間發現被妥善保存的50封陳舊信件，閱讀後得知是曾祖母克萊拉·馬格諾利亞委託薇爾莉特寫的信。隨後前往萊登夏弗多里希及艾卡路提島，追尋當時頗有名氣的自動手記人偶：薇爾莉特·伊芙加登的事跡。
尤里斯（聲：水橋香織）
罹患重病，自知將不久於人世，希望薇爾莉特能替他寫下給父母和弟弟的信，並保留到他死後再寄出，希望能帶給家人溫暖。原本想再寫一封信給好友路卡，卻因突然病發而延後。
病況在薇爾莉特前去艾卡路提島的期間急轉直下，但藉由愛麗絲和貝內迪特克的努力，最後透過電話和路卡說到話，與對方約定「要一直當最好的朋友」後安詳離世。對薇爾莉特能見到「教會她何謂愛的人」為她感到高興。
路卡（聲：佐藤利奈）
尤里斯的好友與玩伴。因為尤里斯不想讓其看見住院後虛弱的樣子而被拒絕探病，但多次在醫院外面向內窺視。最後與尤里斯通話時，雙方約定要一直成為最好的朋友。

## 製作

### 製作人員[12]
- 原作：曉佳奈《紫羅蘭永恆花園》（KA Esuma文庫）
- 導演：石立太一
- 劇本：吉田玲子
- 角色設計、總作畫監督：高瀨亞貴子
- 世界觀設定：鈴木貴昭
- 美術監督：渡邊美希子
- 3D美術：鵜ノ口穣二
- 3D監督：山本倫
- 色彩設計：米田侑加
- 攝影監督：船本孝平
- 音響監督：鶴岡陽太
- 動畫製作：京都動畫
- 發行商：松竹

## 主題曲
電影主題曲「WILL」同時收錄於電影原聲帶「Echo Through Eternity」及迷你專輯「WILL」當中，由TRUE主唱、作詞，作曲及編曲者為Evan Call。
TRUE感性地表示：「作為完結篇歌曲，必須具備能承受生命之重的包容力才可以。這首歌不僅包含我自己的心意，更融入許多人們的愛與意志。」

## 上映與發行

### 上映
受到京都動畫縱火案及新冠肺炎疫情影響，日本原訂2020年1月10日上映，二度延期至9月18日才順利上映。導演石立太一表示：「現在我們只能做我們能力所及的事，並且連同失去的那一部分，一起努力下去。」
《紫羅蘭永恆花園電影版》在IMDB上獲得8.5分。另外其他網站的評價：「Yahoo!電影」獲得4.6分，「Filmarks」獲得4.5分，「電影Land」獲得4.9分。上映後前三日的票房是《紫羅蘭永恆花園外傳：永遠與自動手記人偶》的174%，五日內票房接近5.6億日圓，十日票房超過8.1億日圓。
截至2023年3月，本片在爛蕃茄獲得100%新鮮度（9名影評人），在該站發表「根據爛番茄評論家評比，100部不限時間的最佳日本動畫電影」排行榜名列第41名。

### 發行
官方原定2021年8月4日於日本推出Blu-ray&DVD，後因新冠肺炎疫情緊急事態宣言延期至10月13日發行。Blu-ray&DVD包含了新繪製的特製外盒和薇爾莉特的信等豪華特典。Blu-ray特別版還收錄了在家也能享受杜比電影版的 UHD-BD。

## 電影與原作小說的差異
- 尤里斯與路卡的劇情為動畫電影原創[22]，並非依原作小說改編。
- 原作小說中，基爾伯特晉升陸軍上校，在反和平勢力劫持火車時再與薇爾莉特相見，之後親吻她並求婚[註 2][註 3]；電影中，基爾伯特於戰後流浪輾轉來到艾卡路提島，對將薇爾莉特帶上戰場一事耿耿於懷，更對讓她失去雙手一事感到強烈內疚，一開始拒絕和她見面，後來由於哥哥迪托夫里特和薇爾莉特給的「最後一封信」才改變想法。
- 原作小說中，基爾伯特因為希望薇爾莉特可以不必再聽取誰的命令、自由地過著生活，要求霍金斯隱瞞自己仍活著的事實；電影中，基爾伯特生還一事，是霍金斯與貝內迪克特巡視郵政倉庫時，意外發現其為孩童代筆的信件才得知。
- 原作小說中，透過其他角色間的對話得知，薇爾莉特持續擔任自動手記人偶；電影中，薇爾莉特18歲時辭去C.H.郵政公司的工作，離開萊登與基爾伯特共同生活，且承接了艾卡路提島的郵政業務，而該島直到今天保留了“全國每个人寄出最多信件地區”的记录。

## 角色名字的意涵
| 名字                | 對應花卉   | 花語             |
| ------------------- | ---------- | ---------------- |
| 薇爾莉特·伊芙加登   | 紫花地丁   | 真誠             |
| 基爾伯特·布甘比利亞 | 九重葛     | 熱情             |
| 克勞迪亞·霍金斯     | 山茱萸     | 可靠、仁慈       |
| 嘉德麗雅·波德萊爾   | 嘉德麗雅蘭 | 敬愛、仰慕       |
| 貝內迪克特·布盧     | 歐亞路邊青 | 實用、變通       |
| 愛麗絲·坎納利       | 鳶尾花     | 仰慕、暗戀       |
| 艾莉卡·布朗         | 歐石楠     | 孤獨、幸福的愛情 |
| 黛西·馬格諾利亞     | 雛菊       | 愉快、純潔的美   |

## 註解
1. ↑  杜比影院版本僅限桃園新光影城上映。
2. ↑  《紫羅蘭永恆花園Ever After》第五章，基爾伯特親吻薇爾莉特後說：「薇爾莉特，只有妳能勝任，妳會與我共度一生，再也不會離開⋯⋯這句誓言，我可以收下嗎？」
3. ↑  《紫羅蘭永恆花園Ever After》第五章，薇爾莉特回應基爾伯特：「請不要懷疑，我是屬於您的，我深愛著您，少校。」
4. ↑  作品中並未明確指出薇爾莉特的代表植物為紫羅蘭，僅得知是菫屬（Viola），依據動畫推測為紫花地丁

## 外部連結
- 官方網站（日語）
- 互联网电影数据库（IMDb）上《紫羅蘭永恆花園電影版》的资料（英文）
- 開眼電影網上《紫羅蘭永恆花園電影版》的資料（繁體中文）
- Yahoo奇摩電影上《紫羅蘭永恆花園電影版》的資料（繁體中文）
- 雅虎香港電影上《紫羅蘭永恆花園電影版》的資料（繁體中文）